# Partybus

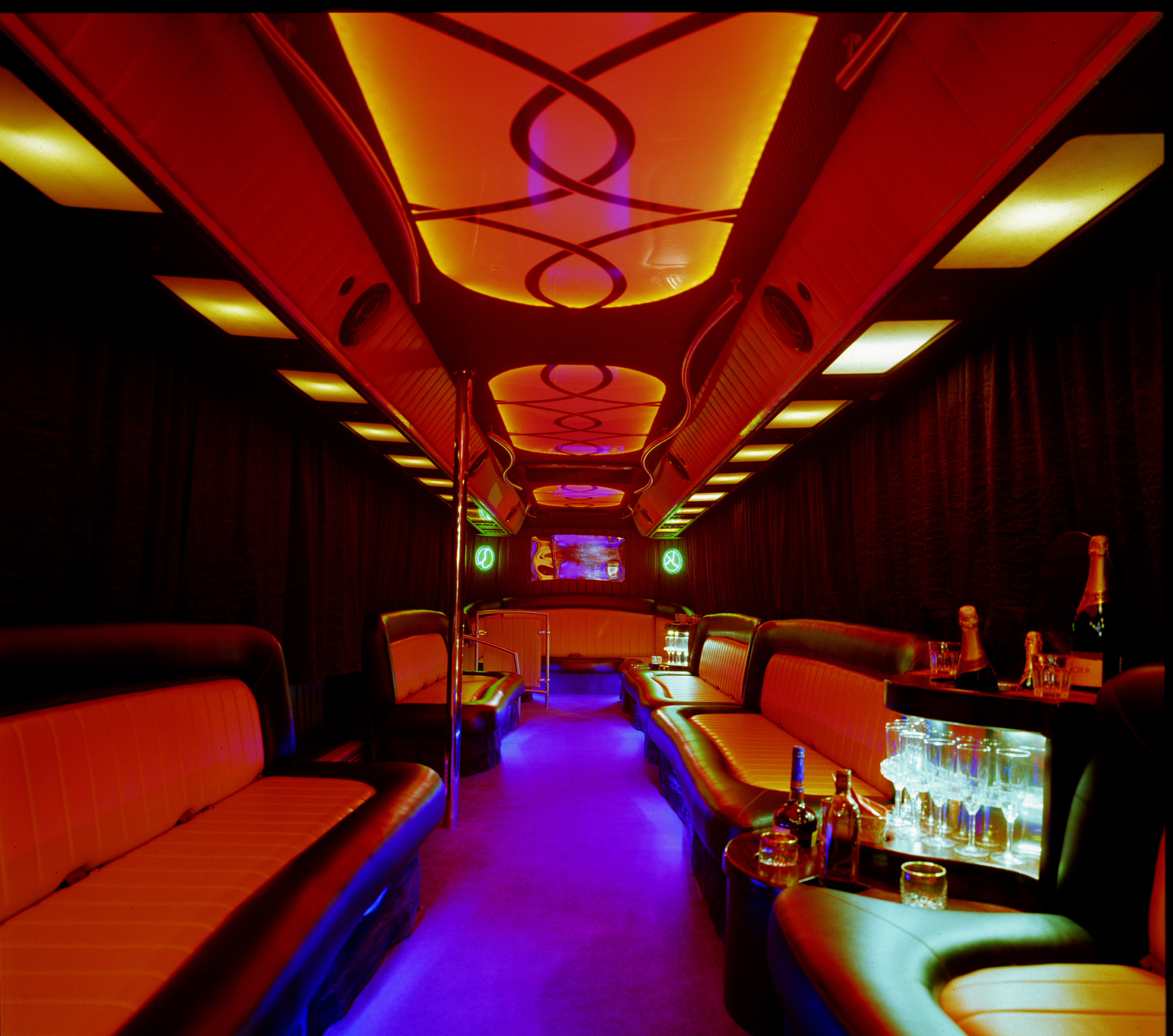
Wnętrze partybusa

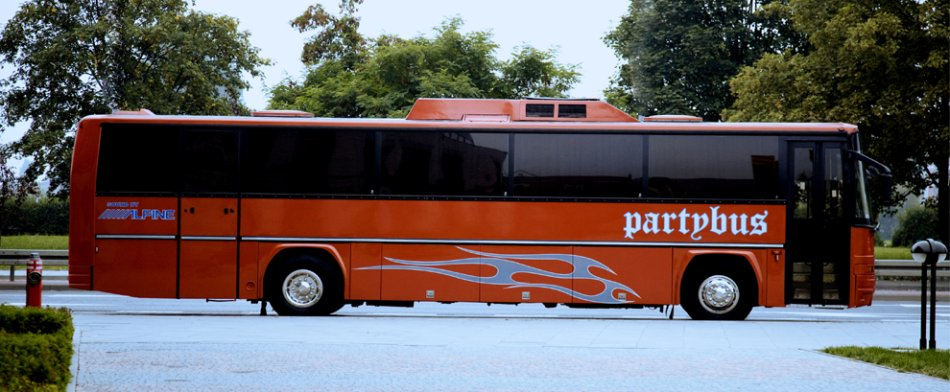
wygląd zewnętrzny partybusa

Partybus (inaczej bus-limuzyna, party van, imprezowy autobus, imprezobus) to  pojazd samochodowy przeznaczony do przewozu większej liczby pasażerów, odpowiednio zaprojektowany i przystosowany do celów typowo rozrywkowych, takich jak organizacja urodzin, wieczorów kawalerskich, rocznic, czy wesel. Partybusy zazwyczaj kierowane są przez szoferów. 

## Opis ogólny
Partybus to pojazd przystosowany by pomieścić od 10 do 50 pasażerów (w tym kierowcy), a w wyjątkowych przypadkach autobusów przegubowych mogą mieć nawet do 69 miejsc. Istnieją też modele partybusów, które  tworzone są z przerabianych vanów, minibusów lub autobusów miejskich. 
Pierwsze pojazdy tego typu pojawiły się w San Francisco i szybko zostały spopularyzowane na terenie Stanów Zjednoczonych oraz całego świata.  
Partybusy wyposażone są we wszelkie udogodnienia sprzyjające organizacji imprez okolicznościowych. Niektóre modele partybusów posiadają wysokiej klasy system nagłośnienia, zestawy karaoke, konsole do gier, telewizory LCD, parkiet taneczny, barki z lodówkami oraz rurkę do tańca. Podstawą aranżacji wnętrz partybusów są zazwyczaj efekty świetlne, bazujące na nowoczesnych panelach LED i laserach oraz specjalnie zaprojektowane, wygodne, najczęściej skórzane fotele oraz profesjonalny parkiet taneczny. 
Popularnymi usługami dodatkowymi w partybusach są: 
- degustacja napojów i drinków
- usługi DJ
- karaoke
- występy tancerzy/tancerek[3]

## Zastosowanie
Partybusy pierwotnie były wykorzystywane głównie przy organizacji wieczorów kawalerskich oraz wesel. Dziś wynajmowane są również na wieczory panieńskie, urodziny, studniówki, wesela, imprezy firmowe oraz inne uroczystości okolicznościowe. Pojazdy te służą też jako środek transportu podczas nocnych wycieczek objazdowych, najczęściej uwzględniających przystanki w pubach, kasynach, klubach muzycznych i innych miejscach rozrywkowych miasta. 
Te imprezowe autobusy w głównej mierze znajdują zastosowanie podczas krótkich, jednodniowych wydarzeń, rzadziej wykorzystywane są podczas wycieczek tygodniowych i dłuższych. 
Większość partybusów to pojazdy działające na zasadzie wynajmu, oferujące swoje usługi dla większych zorganizowanych grup np. wieczorów kawalerskich. Dlatego bywają chętniej wybierane niż konkurencyjne limuzyny i taksówki.